# Madjid Fahem
Pour les articles homonymes, voir Madjid.
Madjid Fahem est un guitariste français né en 1973 à Mantes-la-Jolie, en banlieue parisienne. Il joue avec des groupes locaux pour rejoindre en 2000 Radio Bemba, formation dirigée par Manu Chao. Il participe au premier disque de La Kinky Beat en 2004. Il est connu pour ses solos enflammés, notamment sur la version live de Desaparecido. Il joue sur une Gibson SG pour les morceaux électriques, ou sur une guitare classique pour les morceaux à sonorités « rumba » ou traditionnelle.
On le retrouve sur le DVD live de Manu Chao, Babylonia en Guagua, sorti en 2002 et sur les divers disques de la Colifata auxquels il participe en tant que musicien, au même titre que Manu Chao. Enfin, Madjid s'est beaucoup impliqué dans l'élaboration de l'album La Radiolina de Manu Chao, sorti en 2007. On le retrouve aussi sur un autre DVD live de Manu Chao, Baionarena, sorti en 2009. 